# 솔송나무솜벌레

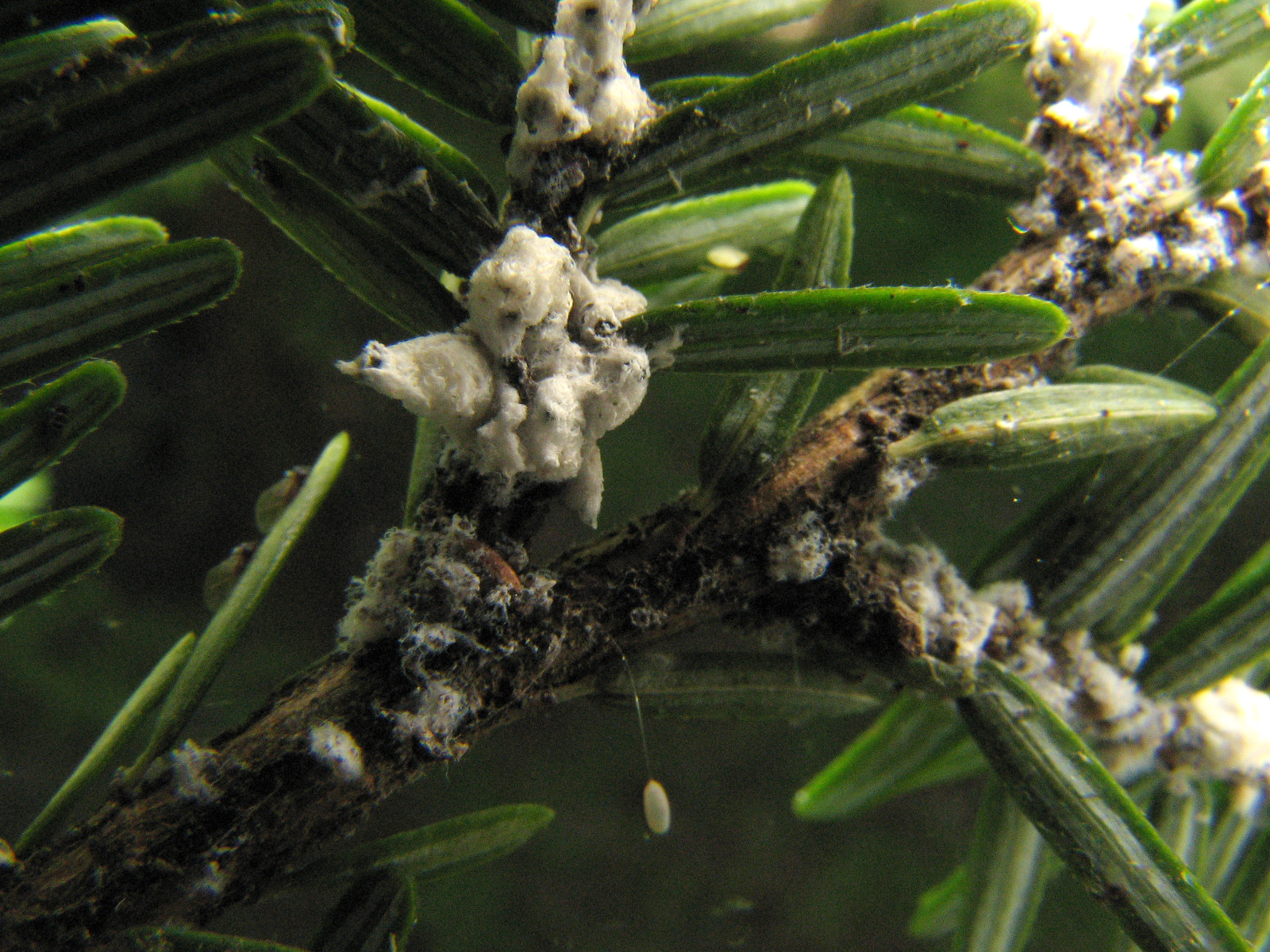
테네시주 설리번군 베이즈 마운틴 공원. 풀잠자리류의 알과 함께.

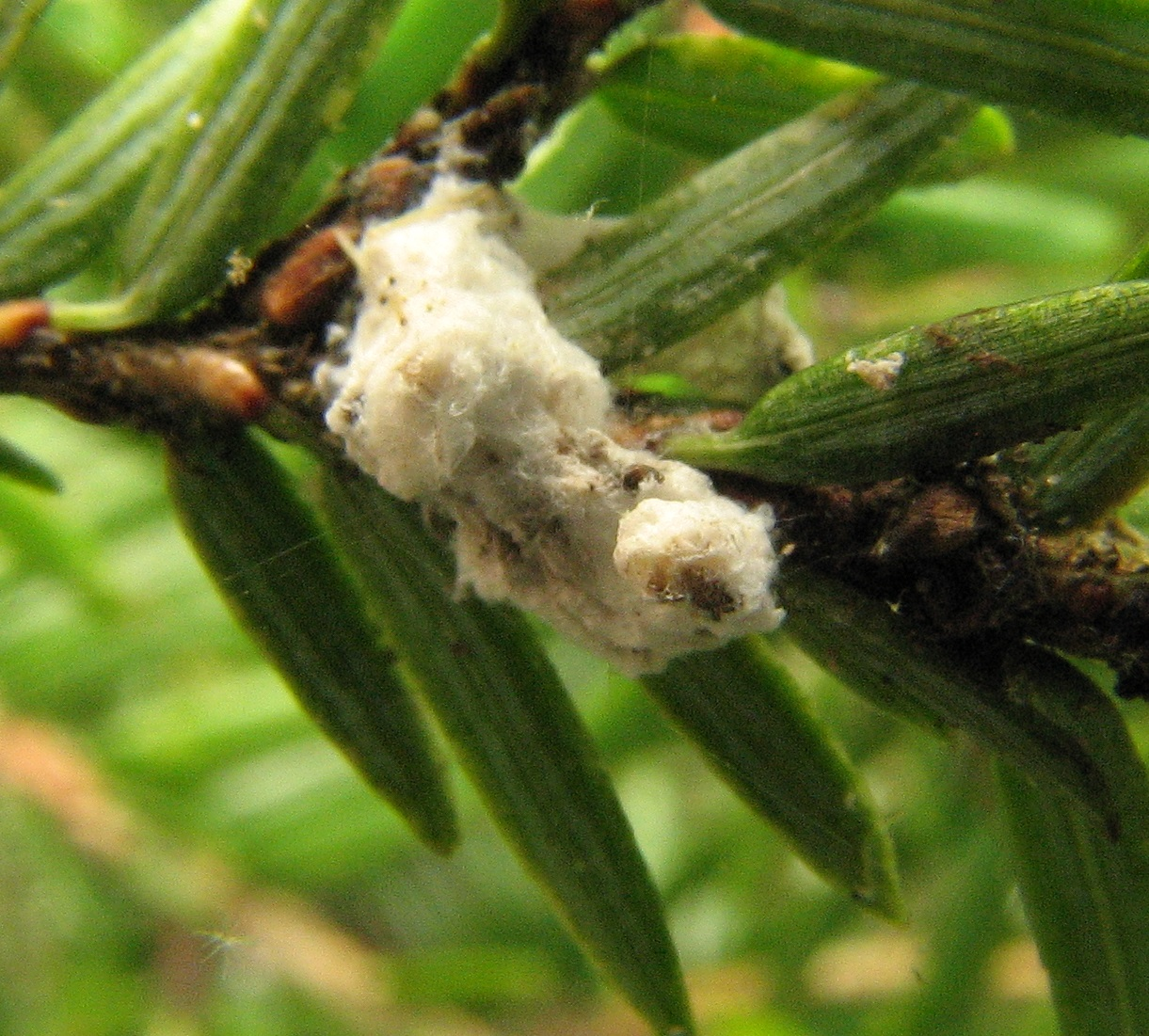
확대 사진

솔송나무솜벌레(학명: Adelges tsugae)는 동아시아 원산의 노린재목 곤충이다. 솔송나무와 가문비나무의 수액을 빨아먹으며 산다. 원산지에서는 천적과 기생생물, 숙주 저항성으로 개체수가 관리되어 심각한 해충은 아니다. 북아메리카 동부에서는 캐나다솔송나무(Tsuga canadensis)와 캐롤라이나솔송나무(Tsuga caroliniana)를 위협하는 파멸적인 해충이다. 솔송나무솜벌레는 북아메리카 서부에서도 발견되는데, 이곳에 수천 년 동안 존재했을 가능성이 있다. 북아메리카 서부에서는 주로 캘리포니아솔송나무 (Tsuga heterophylla)를 공격하며 천적과 숙주 저항성으로 인해 경미한 피해만을 입혔다. 일본에서 북아메리카로 우연히 유입된 솔송나무솜벌레는 1951년 미국 동부 버지니아주 리치먼드 근처에서 처음 발견되었다. 이 해충은 현재 조지아주 북부와 메인주 해안, 노바스코샤 남서부, 그리고 미시간주 서부의 미시간호 동해안 지역 부근에서 발견된다. 2015년 기준으로 솔송나무솜벌레는 북아메리카에서 캐나다솔송나무의 지리적 분포 범위의 90%에 영향을 미쳤다.

## 특징
성충의 몸길이는 일반적으로 0.8mm이고 타원형이다. 네 개의 실 모양 구침을 가지고 있는데, 이 구침들은 서로 묶여 구기 역할을 한다. 몸길이의 세 배에 달하는 이 구침 묶음은 기주식물의 유세포 방사 조직을 뚫어 저장된 영양분을 빼앗아 먹는다. 또한 먹이를 먹는 동안 독소를 주입할 수도 있다. 그 결과로 나무는 탈수화가 진행되어 잎을 일찍이 떨어뜨려 새로이 생장하기 힘들어 한다. 솔송나무솜벌레가 발생한 솔송나무는 수관의 전체적인 색이 건강한 짙은 녹색 대신 회녹색으로 변하는 경우가 많다. 솔송나무의 북부 서식 범위에서는 발생 후 4~10년 내로 나무들이 고사하는 것이 일반적이다. 발생의 직접적인 영향에서 살아남은 나무는 보통 수세가 약해지고 이차적인 원인으로 죽을 수 있다.

### 번식 및 생활사
솔송나무솜벌레의 존재는 솔송나무 가지 아래에 달라붙어 있는 작은 솜털 뭉치와 같은 알주머니로 식별할 수 있다. 솔송나무솜벌레는 무성 생식을 하며 연간 두 세대가 발생한다. 두 세대 모두 단성생식을 하며 암컷만 존재한다. 원산지인 아시아에서는 세 번째 세대인 유시충이 발생한다. 이 세대의 유성 생식에는 미 동부에서는 발견되지 않는 가문비나무 종이 필요하다. 각 개체는 가지 아래의 솜털 같은 알주머니에 100~300개의 알을 낳는다. 유충은 봄에 부화하며 스스로 또는 바람, 새, 포유류의 도움으로 확산될 수 있다. 약충 단계의 솔송나무솜벌레는 움직이지 못하며 단일 나무에 정착한다.

## 방제법

### 숲 단위
솔송나무솜벌레의 현재 주요 생물적 방제법은 솔송나무무당벌레 (Sasajiscymnus tsugae, 예전에는 Pseudoscymnus tsugae라고 불렸다.)로, 솔송나무솜벌레를 포함한 알려진 세 종의 솜벌레류만을 잡아먹는 상대 숙주 특이성을 보인다. 1992년 일본 원산지에서 이 무당벌레가 솔송나무솜벌레를 잡아먹고 있는 것이 발견되었다. 1995년부터 펜실베이니아 보존 및 천연자원부 산림청은 솜벌레류 확산 통제 효과를 확인하기 위해 수십만 마리의 성체 솔송나무무당벌레를 미 동부의 솔송나무림 해충 발생지에 방출시켰다. 1995년부터 1997년까지 코네티컷주와 버지니아주에서 진행된 실험에 따르면, 해충이 발생한 솔송나무림에 성체 솔송나무무당벌레를 방출한 결과 5개월 이내로 솜벌레류의 밀도가 47%에서 88%까지 감소한 것으로 나타났다. 이 무당벌레의 생활사는 솔송나무솜벌레의 생활사와 평행하다. 둘 다 봄에 알을 낳고 부화는 거의 동시에 일어난다. 부화한 솔송나무무당벌레의 유충은 매우 이동성이 높으며 솔송나무솜벌레의 알과 유충을 먹는다. 각각의 유충은 약 500개의 솜벌레류 알 또는 거의 100개의 발달 중인 솜벌레류 약충을 효과적으로 섭취할 수 있다.
니그리누스이빨목딱정벌레 (Laricobius nigrinus)는 솔송나무솜벌레에 대한 생물적 방제로 사용되는 또 다른 포식성 딱정벌레이다. 미 서부와 캐나다 원산인 이 딱정벌레는 다양한 종의 솜벌레류를 포식하는 것으로 알려져 있다. 성충은 이른 봄에 월동하는 솜벌레류 유충 위에 알을 낳고, 부화하면 솔송나무솜벌레를 먹는다.
일본에서 온 친척인 오사카이빨목딱정벌레(Laricobius osakensis)도 연구 중에 있다. 이들은 현장 시험에서 좋은 결과를 보였다.
솜벌레의 또다른 천적으로는 진딧물파리 유충, 특정 깔따구 유충, 풀잠자리과 및 어리풀잠자리과가 있다.

### 나무 개체
나무 개체를 처리하는 환경적으로 가장 안전한 화학적 방제법으로는 무독성 살충 비누와 원예 오일이 있다. 이 두 가지의 처리제를 잎표면에 살포시키면 마르면서 곤충을 질식시킨다. 대부분의 나무는 매년 처리해야 한다.
유독성 살충제를 나무의 잎과 줄기에 살포시킬 수 있으며 살포 후 최대 4년 동안 솔송나무솜벌레를 죽이는 데 효과를 발휘할 수 있다. 이에 주의를 기울여야 하며, 수역 주변에서는 사용을 자제해야 한다.
토양 침투·토양 주입·수피 살포는 살충 비누나 잎 살충제로 완전히 살포할 수 없는 큰 나무에 사용된다. 가장 흔한 살충제는 이미다클로프리드로, 토양을 통해 흡수되면 몇 년 동안 효과가 지속될 수 있다. 나무 뿌리가 약제를 흡수하여 잎으로 운반해 솔송나무솜벌레를 죽게 한다. 토양 침투는 나무 뿌리가 약제를 흡수하기에 충분한 토양 수분이 있을 때 적용해야 한다. 이 약제들은 수역과 가까운 곳에서 사용해서는 안 된다.
수간주사는 물 근처나 토양이 너무 바위투성이여서 토양 주입이나 침투가 어려운 큰 나무에 사용된다. 화학물질이 나무에 직접 주입되면 솔송나무솜벌레가 먹이를 먹고 있는 가지와 잎으로 운반된다. 나무가 이러한 약제를 흡수하기 위해서는 충분한 토양 수분도 필요하다.

## 중요성
솔송나무는 뉴잉글랜드주 산림 시스템의 중요한 구성 요소이며, 버몬트주에서 세 번째로 흔한 나무이다. 솔송나무는 하천변의 침식을 막고, 사슴과 야생 동물에게 먹이를 제공하며, 겨울에는 사슴에게 피난처를 제공한다. 또한 이 나무는 관상용으로도 가치가 있으며, 중요한 목재 공급원이기도 하다. 성숙한 발삼전나무만을 공격했던 발삼솜벌레와 달리, 솔송나무솜벌레는 모든 수령의 솔송나무에서 발생한다. 이 지역에서 솔송나무가 순수림을 이루는 곳에서는 가장 흔하게 관찰되는 후속 수종은 개박달나무이다. 서식 범위의 남쪽 끝에서는 솔송나무가 일반적으로 순수림으로 나타나지 않고, 선형 하안지대 및 기타 습한 지역에서 나타난다. 이러한 지역에서의 천이는 솔송나무와 함께 자라는 만병초의 존재에 영향을 받는데, 이는 여러 요인의 조합으로 인해 그늘과 기타 음지 내성 식물 종으로만 재생이 제한되기 때문이다. 수문학적 과정을 포함한 생태계 구조 및 기능의 주요 변화는 솔송나무의 감소와 함께 예상된다.
솔송나무솜벌레 해충 발생으로 인한 캐나다솔송나무 및 캐롤라이나솔송나무의 감소는 북아메리카 동부의 많은 생태적 변화를 초래할 가능성이 높다. 솔송나무 숲의 하층림은 어둡고 습하며 시원한 특징을 가지며 다양한 다른 생물들에게 이상적인 서식지이다. 습한 환경은 영원과 도롱뇽 같은 많은 양서류 고유종에게 선호된다. 일부 조류는 특히 짝짓기 및 양육 기간 동안 솔송나무와 밀접한 관련이 있다. 솔송나무 숲에 인접한 수생 시스템도 나무의 고사에 영향을 받는다. 민물송어는 미국 동부의 고유어종으로 산란 시 솔송나무 숲의 시원하고 그늘진 개울을 선호하는 것으로 알려져 있다. 취약한 동물 개체수는 외래침입종인 솔송나무솜벌레로 인한 솔송나무 서식지 감소의 결과로 수가 줄어들을 것으로 예상된다.
희망을 주는 한 가지 요인은 솔송나무솜벌레가 장기간 또는 혹독한 추위를 견디지 못하는 것으로 보인다는 점이다. 1999년~2000년 겨울 이후 코네티컷주 전역에서 솔송나무솜벌레의 상당한 고사와 그에 따른 감염된 나무의 재생이 관찰되었다. 동일한 현상이 2013년~2014년의 긴 겨울 이후에도 반복되어, 거의 고사할 뻔했던 수많은 숲을 구할 수 있었다.
미국 산림청 남부 연구소의 과학자들이 진행한 2009년 연구에 따르면, 솔송나무솜벌레는 남애팔래치아 산맥에서 예상보다 빠른 속도로 솔송나무를 죽이고 있으며, 이 숲의 탄소 순환을 급격히 변화시키고 있다. 사이언스데일리에 따르면, 이 해충은 향후 10년 이내에 이 지역의 솔송나무 대부분을 죽일 수 있다고 한다. 이 연구에 따르면, 연구자들은 ‘솔송나무솜벌레 감염이 [솔송나무] 군락의 탄소 순환에 빠르게 영향을 미치고 있다’는 사실과 ‘남부의 솔송나무솜벌레가 발생 솔송나무가 북동부의 일부 발생한 솔송나무가 보고된 9년 전보다 훨씬 빠르게 고사하고 있다’는 사실을 발견했다. 실제로 2007년 기준으로 솔송나무솜벌레의 확산 속도는 펜실베이니아주 남쪽에서 연간 15.6km, 솔송나무솜벌레 서식 범위의 북쪽에서는 연간 8.13km(또는 그 이하)로 기록되었다.